# هولی ریج (میسیسیپی)
هولی ریج (به انگلیسی: Holly Ridge) یک منطقهٔ مسکونی در ایالات متحده آمریکا است که در میسیسیپی واقع شده‌است. هولی ریج ۳۸ متر بالاتر از سطح دریا واقع شده‌است.